# Victor Torp
Pour les articles homonymes, voir Torp.
Victor Torp, né le 30 juillet 1999 à Lemvig au Danemark, est un footballeur danois qui évolue au poste de milieu central au Coventry City.

## Biographie

### En club
Né à Lemvig au Danemark, Victor Torp est formé par le FC Midtjylland. Il devient champion du Danemark avec la catégorie U19 lors de la saison 2017-2018. Capitaine de cette équipe U19, il est l'un des grands artisans de ce succès avec dix buts marqués et huit passes décisives délivrées dans la saison.
En juin 2018, il est prêté avec deux autres de ses coéquipiers au FC Fredericia.
Le 18 septembre 2020, il est prêté pour une saison au Lyngby BK. Il découvre alors la Superligaen. Il joue son premier match pour Lyngby dans cette compétition, le 28 septembre 2020 face au FC Nordsjælland. Il entre en jeu et son équipe s'incline par quatre buts à un. Il inscrit son premier but pour Lyngby le 7 octobre 2020, à l'occasion d'une rencontre de coupe du Danemark face au Brønshøj BK. Son équipe s'impose après les prolongations sur le score de cinq buts à quatre.
Le 31 août 2021, dernier jour du mercato estival, Victor Torp est à nouveau prêté par le FC Midtjylland, cette fois-ci au club belge du KV Courtrai, pour une saison,.
Victor Torp quitte définitivement le FC Midtjylland lors de l'été 2022 pour rejoindre la Norvège et s'engager en faveur du Sarpsborg 08 FF. Le transfert est annoncé le 8 juin 2022 et il signe un contrat de trois ans, soit jusqu'en juillet 2025.
Le 11 janvier 2024, Victor Torp rejoint l'Angleterre afin de s'engager en faveur du Coventry City. Il signe un contrat courant jusqu'en juin 2028.

### En sélection
Avec les moins de 17 ans, il participe au championnat d'Europe des moins de 17 ans en 2016. Lors de cette compétition organisée en Azerbaïdjan, il joue trois matchs. Avec un bilan d'une victoire, un nul et une défaite, le Danemark ne dépasse pas le premier tour du tournoi.
Joueur régulier des moins de 19 ans de 2017 à 2018, il compte un total de douze matchs pour deux buts avec cette sélection, où il officie également à deux reprises comme capitaine.